# Yordan Gospodinov
Yordan Gospodinov Kolev (bulgare : Йордан Господинов Колев) (né le 15 juin 1978 à Sliven en Bulgarie) est un footballeur bulgare.